# Niviventer tenaster
Niviventer tenaster és una espècie de mamífer rosegador de la família dels múrids. Viu a altituds d'entre 1.300 i 3.000 msnm a Cambodja, Laos, Myanmar, Tailàndia, el Vietnam i la Xina. El seu hàbitat natural són les selves montanes. És una espècie en risc mínim, és a dir, no sembla que hi hagi cap amenaça significativa per a la seva supervivència. El seu nom específic, tenaster, significa ‘de Tenasserim’ en llatí.